# Zvijezda bjegunica
Zvijezda bjegunica (eng. runaway star) je zvijezda koja prolazi kroz svemir nenormalno visokom brzinom u odnosu na okolnu međuzvjezdanu tvar. Vlastito kretanje zvijezde bjegunice često pokazuje točno suprotno od zvjezdane asocijacije čija je članica nekad bila prije nego što je odjurila van.
Dva su moguća mehanizma koji pridonose zvijezdi bjegunici:
- U prvom scenariju, bliski susret dvaju binarnih sustava može rezultirati u narušenju obaju sustava, uz ishod da neke zvijezde izlete van pri velikim brzinama.
- U drugom scenariju, eksplozija supernove u sustavu višestruke zvijezde može rezultirati da se preostali sastavni dijelovi odmiču velikom brzinom.[1][2]

Premda su oba mehanizma moguća, astronomi općenito prednost daju mehanizmu supernove jer je uobičajeniji. 
Primjer odnosnog skupa zvijezda bjegunica jest slučaj AE Aurigae, 53 Arietis i Mu Columbae. Svi se odmiču jedna od druge brzinama većim od 100 km/s (usporedbe radi, Sunce se kreće kroz Kumovu slamu brzinom od oko 20 km/s brže od mjesnog prosjeka). Prativši njihova kretanja unatrag u prošlost, staze im se sijeku blizu maglice Orinoa prije 2 milijuna godina. Za emisijsku maglicu Barnardovu petlju vjeruje se da je ostatak supernove koja je lansirala ostale zvijezde. Drugi primjer je rendgenska dvojna zvijezda velike mase (HMXB) Vela X-1, gdje fotodigitalne tehnike otkrivaju nazočnost svojstvene nadzvučne hiperbole lučnog šoka.